# Operación Titánico
La Operación Titánico (nombre original en inglés, Operation Titanic) fue el nombre en clave de una operación llevada a cabo el 5-6 de junio de 1944 por la Royal Air Force y el Special Air Service en apoyo a los desembarcos en Normandía durante la Segunda Guerra Mundial. El objetivo de la operación era lanzar quinientos paracaidistas falsos en zonas alejadas de las playas de desembarco, para convencer a los alemanes de que la invasión se extendía por una zona más amplia y, de esta manera, atraer a tropas lejos de la auténtica zona de invasión. El episodio fue representado en la película del año 1962 El día más largo.
Titánico fue una de las cuatro operaciones de engaño que la Royal Air Force llevó a cabo en aquella época, siendo las otras Operación Vislumbre (Operation Glimmer) del Escuadrón n.º 218, Operación Gravable (Operation Taxable) del Escuadrón n.º 617 y Operation Airborne Cigar por los escuadrones n.º 101 y n.º 214.

## Antecedentes
Los Aliados tenían una serie de planes de engaños en relación con la invasión planeada de Europa. La Operación Fortitude fue la operación de engaño para los desembarcos en Normandía u Operación Overlord. Fue dividida en Fortitude North ("Fortitute Norte"), una amenaza de invadir Noruega, y Fortitude South ("Fortitude Sur"), que pretendía que los alemanes creyeran que la principal invasión de Francia se desarrollaría en el Paso de Calais más que en Normandía.
La Royal Air Force como parte de Fortitude tenía sus propias misiones de engaño. A partir del 5 de junio hubo cuatro operaciones. Dos de ellas implicaban arrojar Window (medida de engaño para el radar) sobre el Canal de la Mancha para simular la aproximación de una gran flota. Fueron la "Vislumbre" por el Escuadrón n.º 218 y la "Gravable" por el Escuadrón n.º 617. La tercera sería una interferencia con el radar alemán, Airborne Cigar por los escuadrones n.º 101 y n.º 214. La operación final fue la Titánico.

## Misión
La operación Titánico fue desarrollada por la Royal Air Force y el Special Air Service. La Royal Air Force proporcionó cuatro escuadrones del Grupo n.º 3 de la RAF. Los escuadrones de operaciones especiales n.º 138 y n.º 161 volando en Handley Page Halifaxs y Lockheed Hudsons. Se les unieron otros dos escuadrones n.º 90 y n.º 149 volando en Short Stirlings. El Special Air Service proporcionó 12 hombres liderados por el capitán Harry Fowles y el teniente Noel Poole. El Special Air Service tenía que implicar a los alemanes en los desembarcos, pero asegurar que algunos de ellos escapaban para extender la idea de que cientos de paracaidistas estaban aterrizando en la zona.
La misión tenía cuatro partes: Titánico I-IV. Se arrojarían falsos paracaidistas con simuladores de fuego de rifle, Window y una carga explosiva. Los explosivos fueron diseñados para destruir al modelo y la única evidencia que quedaría sugeriría que los paracaidistas habían quemado sus paracaídas.
Titánico I fue la caída simulada de una división aerotransportada al norte del río Sena. Las zonas de aterrizaje estaban cerca de Yvetot, Yerville, Doudeville en la región del Sena Marítimo y Fauville en la región de Eure. En estas cuatro zonas de caída 200 muñecos y dos equipos de las Special Air Service fueron lanzados en paracaídas.

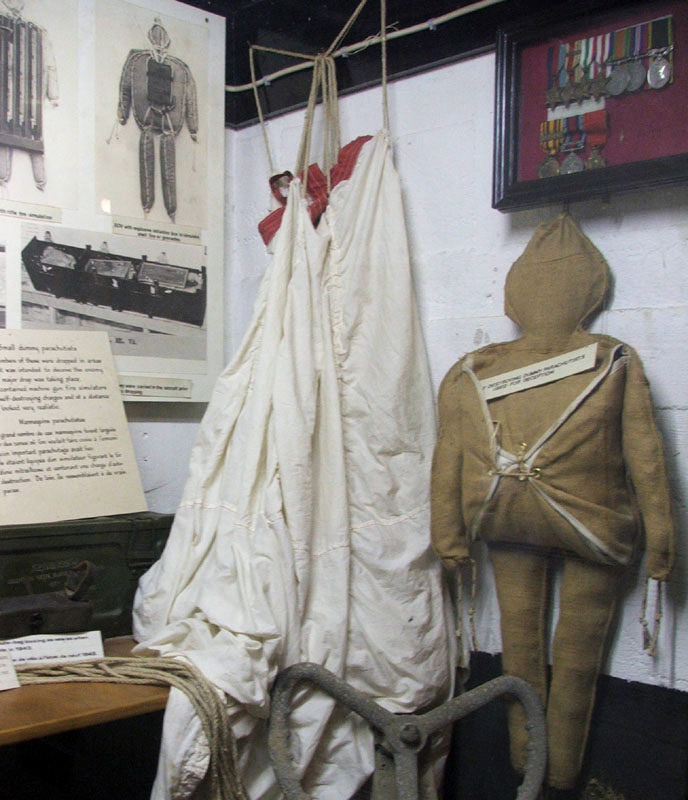
Muñecos paracaidistas británicos actualmente en el museo Merville Gun Battery en Francia.

Titánico II fue el lanzamiento de 50 falsos paracaidistas al este del río Dives para atraer a las reservas alemanas sobre aquel lado del río pero esta misión se canceló justo antes del 6 de junio.
Titánico III fue el lanzamiento de 50 falsos paracaidistas en la región de Calvados cerca de Maltot y los bosques al norte de Baron-sur-Odon para atraer a las reservas alemanas lejos al oeste de Caen.
Titánico IV fue el lanzamiento de 200 muñecos cerca de Marigny en la Mancha y como con Titánico I se suponía que simularía el lanzamiento de una división aerotransportada. Dos equipos de Special Air Service fueron también lanzados aquí cerca de Saint-Lô. Este grupo liderado por el Teniente Poole aterrizó a las 00:20 el 6 de junio de 1944, 10 minutos por delante de lo planificado. Los equipos del Special Air Service llevaron grabaciones y amplificadores y tocaron sonido de fuego de rifle y mortero junto con gritos de mandos. Las grabaciones duraban 30 minutos, después de lo cual los equipos del Special Air Service se retiraban de la zona.

## Resultado
La misión se desarrolló conforme a lo planeado. Las únicas aeronaves perdidas fueron dos Short Stirlings y sus equipos del Escuadrón n.º 149 que tomaron parte en Titánico III. Ocho hombres del Special Air Service no consiguieron regresar; o bien los mataron en acción o los alemanes los ejecutaron en el campo de concentración de Bergen-Belsen.
A las 02:00 del 6 de junio de 1944, los alemanes informaron de aterrizajes de paracaidistas al este de Caen y en las regiones de Coutances, Valognes y Saint-Lô y de que oyeron motores de barcos afuera en el mar. El VII Ejército fue ubicado en plena alerta de invasión, pero el General Hans Speidel disminuyó el nivel de alerta cuando se le dijo que sólo encontraron falsos paracaidistas. Sin embargo, el Generalfeldmarshall Gerd von Rundstedt ordenó que la mitad de la 12.ª División Panzer SS Hitlerjugend tratase con el aterrizaje de paracaidistas en la costa cerca de Lisieux que resultaron ser muñecos de Titánico III. Los muñecos y los equipos del Special Air Service de Titánico IV distrajeron a un Kampfgruppe del 915.º Regimiento de Granaderos, que era el único elemento de reserva de la 352.ª División de Infantería alemana lejos de las playas Omaha y Gold y las zonas de aterrizaje de la 101.ª División Aerotransportada. El regimiento pasó la mañana del 6 de junio buscando en los bosques a paracaidistas, creyendo que una división aerotransportada había aterrizado en la zona. Interceptaciones de Enigma de la zona de Titánico I, revelaron que el comandante alemán estaba hablando de un gran aterrizaje por la costa en El Havre (bien al norte de las playas de aterrizaje) y que habían quedado aislados por ellos.